# Списак насељених места у Француској: Y
| A \| B \| C \| D \| E \| F \| G \| H \| I \| J \| K \| L \| M \| N \| O \| P \| Q \| R \| S \| T \| U \| V \| W \| X \| Y \| Z \| É |

- Y (Somme)
- Yainville
- Yaucourt-Bussus
- Ychoux
- Ydes
- Yenne
- Yermenonville
- Yerres
- Yerville
- Yffiniac
- Ygos-Saint-Saturnin
- Ygrande
- Ymare
- Ymeray
- Ymonville
- Yolet
- Yoncq
- Yonval
- Youx
- Yport
- Ypreville-Biville
- Yquebeuf
- Yquelon
- Yronde-et-Buron
- Yrouerre
- Yssac-la-Tourette
- Yssandon
- Yssingeaux
- Ytrac
- Ytres
- Yutz
- Yvecrique
- Yvernaumont
- Yversay
- Yves
- Yveteaux
- Yvetot
- Yvetot-Bocage
- Yvias
- Yviers
- Yvignac
- Yville-sur-Seine
- Yvoire
- Yvoy-le-Marron
- Yvrac
- Yvrac-et-Malleyrand
- Yvrandes
- Yvrench
- Yvrencheux
- Yvré-l'Evêque
- Yvré-le-Pôlin
- Yzengremer
- Yzernay
- Yzeron
- Yzeure
- Yzeures-sur-Creuse
- Yzeux
- Yzosse
- Yèbles
- Yèvre-la-Ville
- Yèvres
- Yèvres-le-Petit
- Yébleron

| A \| B \| C \| D \| E \| F \| G \| H \| I \| J \| K \| L \| M \| N \| O \| P \| Q \| R \| S \| T \| U \| V \| W \| X \| Y \| Z \| É |